# Marilyn Staffordová
Marilyn Staffordová (nepřechýleně Marilyn Stafford; roz. Gersonová; 5. listopadu 1925, Cleveland, Ohio – 2. ledna 2023) byla britská fotografka amerického původu. Pracovala především jako fotoreportérka na volné noze se sídlem v Paříži v 50. a počátkem 60. let, poté v Londýně, cestovala do Libanonu, Tuniska, Indie a dalších míst. Její práce byla publikována v The Observer a dalších novinách. Staffordová také pracovala jako módní fotografka v Paříži, kde fotografovala modelky spíše v ulicích v každodenních situacích než v obvyklejším opulentnějším prostředí.
Staffordová vydala tři knihy fotografií, Silent Stories: A Photographic Journey Through Libanon in the Sixties (1998); Příběhy v obrazech: Fotografické vzpomínky 1950 (2014) z Paříže 50. let; a Marilyn Staffordová: Život ve fotografii (2021). Měla samostatné výstavy v Nehru Centre v Londýně; Muzeu Arundel; Alliance Française de Toronto; Projektovém prostoru Art Bermondsey; Farleys House, East Sussex; a od února do května 2022 měla retrospektivu v Brighton Museum &amp; Art Gallery, Brighton and Hove.
V roce 2020 byla oceněna cenou předsedy za celoživotní přínos 2019 na UK Picture Editors' Guild Awards v Londýně.

## Život a práce
Staffordová se narodila jako Marilyn Gersonová dne 5. listopadu 1925 v Clevelandu v Ohiu.
V sedmi letech byla vybrána, aby studovala herectví v Cleveland Play House. Později se přestěhovala do New Yorku, aby hrála a měla malé role Off-Broadway a v rané televizi.
V roce 1948 šla Staffordová s přáteli natočit rozhovor s Albertem Einsteinem pro dokumentární film. V autě jí dali 35mm fotoaparát – nikdy předtím žádný nepoužila – a dali jí rychlou lekci, jak ho používat. Udělala několik fotografií a dala film svým přátelům, kteří jí poslali několik výtisků. Aby získala zkušenosti s fotografováním, pracovala jako asistentka módního fotografa Francesca Scavully.
V prosinci 1948 se připojila ke svému příteli a přestěhovala se do Paříže. Krátkou chvíli zpívala se souborem v Chez Carrère, večerním klubu u Champs-Élysées. Tam se setkala a spřátelila se s válečným fotografem a fotoreportérem Robertem Capou. Nosila fotoaparát a pořizovala to, co později popsala jako „šťastné snímky“, ale jako zpěvačku ji nenapadlo stát se profesionální fotografkou, dokud neztratila hlas a nemohla pokračovat ve zpěvu. Požádala Capu o radu, jak se stát fotografkou; navrhl válečnou fotografii, ale to ji nelákalo. Její přítel spisovatel Mulk Raj Anand ji seznámil s dalším fotografem Henrim Cartier-Bressonem, se kterým se také spřátelila. Cartier-Bresson ji povzbuzoval, aby fotografovala v ulicích Paříže, a tak jezdila autobusem na konečnou a dělala pouliční fotografie dětí ve slumu Cité Lesage-Bullourde (poblíž Place de la Bastille, později zbouráno, aby uvolnilo cestu Opéra Bastille); a v sousedství Boulogne-Billancourt v roce 1950. V roce 1956 se provdala za Robina Stafforda, britského zahraničního zpravodaje Daily Express pracujícího v Paříži. V roce 1958, během pěti nebo šesti měsíců těhotenství s jejich dcerou, Staffordová odjela na osobní úkol do Tuniska, aby zdokumentovala a zveřejnila neutěšenou situaci alžírských uprchlíků prchajících z francouzského leteckého bombardování spálené země v alžírské válce. Po návratu do Paříže ukázala snímky Cartier-Bressonovi, který provedl výběr a poslal je do The Observer, který dva zveřejnil na své titulní straně.
V Paříži Staffordová také pracovala jako módní fotografka pro agenturu pro styk s veřejností, kde fotografovala různé druhy oblečení.:s.37 Módní fotografie haute couture (šitého) oděvu v té době byla běžně modelována v opulentním prostředí tak, aby navodila pocit luxusu. Při fotografování nového konfekčního oblečení té doby Staffordová místo toho zvolila dokumentární přístup, fotografovala modelky v ulicích a navrhovala přízemnější situace.
Koncem 50. let práce jejího manžela poslala pár do Říma, pak na začátku 60. let do Bejrútu na více než rok. Staffordová hodně cestovala po Libanonu, fotografovala lidi a místa, což později shromáždila ve své knize Silent Stories: A Photographic Journey through Lebanon in the Sixties (1998).
Staffordová a její manžel se rozvedli. V polovině 60. let se přestěhovala do Londýna, kde pracovala jako fotografka v různých rolích. Pracovala na volné noze jako mezinárodní fotožurnalistka pro The Observer na zakázkách i projektech, které si sama určila, jedna z mála fotografek pracujících v té době pro národní noviny. V roce 1972 strávila měsíc fotografováním Indiry Gándhíové, premiérky Indie. Pracovala jako fotografka v zákulisí natáčení celovečerních filmů a reklamách, včetně filmu All Neat in Black Stockings (1969).
Během své kariéry vytvořila portréty, včetně osobností jako byli například: Cartier-Bresson, Edith Piaf, Italo Calvino, Le Corbusier, Renato Guttuso, Carlo Levi, Sharon Tate, Donovan, Christopher Logue, Lee Marvin, Joanna Lumley, David Frost, Sir Richard Attenborough, sir Alan Bates nebo Twiggy.

## Osobní život a smrt
V roce 2017 bylo oznámeno, že Staffordová žila v západním Sussexu v Anglii.
Staffordová zemřela 2. ledna 2023 ve věku 97 let.

## Cena za fotoreportáž Marilyn Staffordové
Cena Marilyn Staffordová FotoReportage Award byla založena na Mezinárodní den žen 2017. Každoročně se uděluje profesionální fotografce, která pracuje na dokumentární fotografické eseji, která se zabývá sociálním, ekologickým, ekonomickým nebo kulturním problémem. Vítězka obdrží 2 000 liber (původně 1 000 liber) a mentoring od Staffordové a organizace FotoDocument, která využívá dokumentární fotografii k upoutání pozornosti na pozitivní sociální a environmentální aktivity.
Vítězkou za rok 2017 se stala Rebecca Conwayová s čestnými uznáními pro Ranitu Roy, Monique Jaques a Lyndu Gonzalez.
Vítězem roku 2018 se stala Özge Sebzeci a na druhém místě skončily Mary Turnerová a Simona Ghizzoni.
Vítězkou roku 2019 se stala Anna Filipová.
Vítězkou roku 2021 se stala Isadora Romero a na druhém místě skončila Stefanie Silberová.
Vítězkou roku 2022 se stala Natalya Saprunova za Kildin, jazyk pro ruské Sámy, kteří přežili.

## Publikace
- Silent Stories: A Photographic Journey through Lebanon in the Sixties. (Tiché příběhy: Fotografická cesta Libanonem v šedesátých letech.) Londýn: Saqi, 1998. ISBN 978-0-86356-099-6. Předmluva: Vénus Khoury-Ghata, "Marilyn Stafford's Theatre of the Unexpected" (Nečekané divadlo Marilyn Staffordové).
- Stories in Pictures: A Photographic Memoir 1950. (Příběhy v obrazech: Fotografické memoáry 1950.) Shoreham, Spojené království: Shoreham Wordfest, 2014. ISBN 978-0-9930446-0-1. Předmluva: Simon Brett a úvod: Nina Emett. Náklad 50 výtisků.
  - Druhé vydání. Shoreham, Spojené království: Shoreham Wordfest, 2016. Náklad 100 výtisků. ISBN 978-0-9930446-0-1.
- Photographic Memories – Lost Corners of Paris: The Children of Cité Lesage-Bullourde and Boulogne-Billancourt, 1949–1954. (Fotografické vzpomínky – Ztracená zákoutí Paříže: Děti z Cité Lesage-Bullourde a Boulogne-Billancourt) 2017. Texty v angličtině a francouzštině: Julia Winckler a Adrienne Chambon, fotografie: Staffordová. Katalog výstavy.[16]
- Marilyn Stafford: A Life in Photography (Marilyn Staffordová: Život ve fotografii). Liverpool: Bluecoat, 2021. ISBN 9781908457707.[34]

## Samostatné výstavy
- Indira a její Indie, Nehru Centre, Londýn, 2013.[7][19][20]
- Arundel Museum, Arundel, Spojené království, prosinec 2013.[7] Retrospektiva tvorby od 40. do 60. let 20. století.[22]
- Photographic Memories of Lost Spaces: The Children of Cité Lesage-Bullourde a Boulogne-Billancourt, Paříž 1949–1954, Alliance Française de Toronto, Toronto, Kanada, 2017. Kurátorkou je Julia Winckler.[8][35][36][37][38]
- Marilyn Stafford – Příběhy v obrazech 1950–60, Galerie Lucy Bell, St Leonards-on-Sea, Spojené království, 2017;[4][12][39][40] Art Bermondsey Project Space, Londýn, 2017.[5][41]
- Silent Echoes – Portraits from the Archive, After Nyne Gallery, Londýn, 2018. Kurátorkou je Nina Emett.[42]
- Marilyn Stafford – Módní retrospektiva 50.–80. léta 20. století, Galerie Lucy Bell, St Leonards-on-Sea, Spojené království, 2018.[43][44]
- Život ve fotografii, Farleys House, East Sussex, 2021[45]
- Marilyn Stafford: A Life in Photography, Brighton Museum & Art Gallery, Brighton and Hove, 2022;[10][46][47] Muzeum a galerie Dimbola, Isle of Wight, 2022[48]

## Filmy
- I Shot Einstein (2016) – osmiminutový dokumentární film o Staffordové, režie Daniel Ifans[n 1] a Merass Sadek, produkce We Are Tilt.[n 2] Uvedeno na filmovém festivalu Artemis Women In Action 2017 (Santa Monica, Kalifornie);[49] Middlebury New Filmmakers Festival 2017 (Middlebury, VT);[50] FilmBath 2017 (Bath, Spojené království);[51] Paris Lift-Off Festival Online 2017;[52] Ethnografilm 2018 (Paříž, Francie);[53] Cine-City 2017 (Brighton, Spojené království);[54] Mezinárodní filmový festival Cleveland 2017 (Cleveland, Ohio).[55]

## Ocenění
- 2020: Cena předsedy za celoživotní dílo 2019, UK Picture Editors' Guild Awards, Londýn[56]

## Sbírky
Díla fotografky se nachází v této stálé sbírce:
- The British Architectural Library, Royal Institute of British Architects (RIBA), Londýn: 5 položek[57]